# حد حرارة
حد حرارة (به فرانسوی: Ahrara) یک منطقهٔ مسکونی در مراکش است که در دکاله عبده واقع شده‌است.

## خصوصیات
حد حرارة ۱٬۰۲۸ نفر جمعیت دارد.